# Elymnias meliophila
Elymnias meliophila är en fjärilsart som beskrevs av Hans Fruhstorfer 1899. Elymnias meliophila ingår i släktet Elymnias och familjen praktfjärilar. Inga underarter finns listade i Catalogue of Life.